# Paul Söding
Paul Söding (Dresden, 20 de fevereiro de 1933) é um físico alemão. É conhecido principalmente por seu trabalho na área de física de partículas experimental.

## Vida e obra
Paul Söding estudou física na Universidade de Hamburgo e na Universidade de Munique. Em Hamburgo foi um dos primeiros diplomados de Willibald Jentschke. Em 1964 obteve um doutorado na Universidade de Hamburgo com a tese Elastische Streuung und Einfach-Pion-Erzeugung durch pp-Wechselwirkung bei 3.6 GeV/c.. Em seguida foi pesquisador na Universidade da Califórnia em Berkeley, na Universidade Cornell e no CERN.
Em 1969 foi pesquisador líder no Síncrotron Alemão de Elétrons (DESY) em Hamburgo. Lá conseguiu em 1979 com seus colegas, trabalhando com o acelerador de partículas PETRA, provar pela primeira vez a existência de glúons.

## Condecorações
- 1995: Prêmio Física de Alta Energia e Partículas da European Physical Society (EPS)
- 2001: Ordem do Mérito da República Federal da Alemanha de 1.ª Classe[2][3]

## Obras
- Elastische Streuung und Einfach-Pion-Erzeugung durch pp-Wechselwirkung bei 3.6 GeV/c. Dissertation. Universität Hamburg 1964.
- com Erich Lohrmann: Von schnellen Teilchen und hellem Licht. 50 Jahre Deutsches Elektronen-Synchrotron DESY. Wiley-VCH, Weinheim 2009, ISBN 978-3-527-40990-7.
- com Günter Wolf: Experimental evidence on QCD. In: Annual Review Nucl. Part. Sci. Volume 31, 1981, p. 231–293.